# Рузвельт Робертс
Рузвельт Робертс (англ. Roosevelt Roberts, народився 11 лютого 1994 року) — американський боєць змішаних єдиноборств, який виступав у легкій вазі Абсолютного бійцівського чемпіонату(UFC).

## Життєпис
Робертс народився в Маямі, штат Флорида, у 1994 році. Після того, як його мати покинула сім’ю через домашнє насильство, Робертс почав жити з друзями та членами сім’ї, коли вони могли його прийняти. Робертс почав продавати наркотики та красти, щоб прогодувати себе. У результаті він опинився на рік у виправній колонії для неповнолітніх у Сан-Франциско, Каліфорнія. Робертс почав змінювати своє життя в 19 років, коли у нього народилася донька і почав займатися змішаними єдиноборствами. У 2014 році він провів свій перший аматорський бій, а в 2016 році став професіоналом. Робертс тренується в Adrenaline MMA в Сан-Бернардіно під керівництвом головного тренера Адама Ротвілера та в Carlson Gracie Temecula під керівництвом бразильського тренера з джиу-джитсу Тома Кроніна.

## Кар'єра у змішаних єдиноборствах

### Рання кар'єра в ММА
Після аматорської кар’єри 6–1 Робертс розпочав свою професійну кар’єру в ММА у 2016 році. Він зібрав рекорд 5–0 перед появою в Contender Series 15 Дейни Вайта 21 липня 2018 року, де він зіткнувся з Гарретом Гроссом. Робертс виграв бій підкоренням у другому раунді та підписав контракт з UFC.

### Кар'єра в UFC
Робертс дебютував в UFC 20 листопада 2018 року проти Даррелла Хорчера на The Ultimate Fighter 28 Finale. Він виграв бій гільйотиною в першому раунді. Ця перемога принесла нагороду «Виступ вечора».
Наступний бій відбувся 27 квітня 2019 року проти Томаса Гіффорда на UFC Fight Night: Жакаре vs. Хермансон. Виграв бій одноголосним рішенням суддів.
Робертс зустрівся з Вінсом Пічелом 29 червня 2019 року на UFC on ESPN 3. Програв бій одноголосним рішенням суддів.
9 листопада 2019 року Робертс зустрівся з Олександром Яковлєвим на UFC on ESPN+ 21. Виграв бій одноголосним рішенням суддів.
25 квітня 2020 року Робертс мав зустрітися з Меттом Фреволою. Однак 9 квітня представники промоушену скасували бій через пандемію COVID-19.
30 травня 2020 року Робертс зустрівся з Броком Вівером  на UFC on ESPN: Вудлі vs. Бернс. Під час зважування Вівер важив 157,5 фунтів, що на 1,5 фунта перевищує ліміт для бою в легкій вазі без титулу в 156 фунтів. Його оштрафували на 20 відсотків його суми, і бій з Робертсом пройшов у вазі. Робертс виграв бій підкоренням у другому раунді.
20 червня 2020 року Робертс зустрівся з Джимом Міллером на UFC Fight Night: Блейдс vs. Волков. Він програв бій армбаром у першому раунді.
Поєдинок з Меттом Фреволою було перенесено. Очікується, що він відбудеться 12 вересня 2020 року на UFC Fight Night 177. 11 вересня 2020 року Фревола відмовився від бою проти Робертса через травму. Його замінив новачок Кевін Крум. Робертс програв бій гільйотиною в першому раунді. 4 листопада Атлетична комісія штату Невада (NSAC) оголосила, що бій з Крумом буде скасовано, оскільки тест на марихуану у Крума дав позитивний результат.
21 серпня 2021 року на UFC on ESPN 29 Робертс зустрівся з Ігнасіо Бахамондесом. Він програв бій нокаутом у третьому раунді.
17 вересня 2021 року було оголошено, що UFC звільнила Робертса.

### Eagle FC
Після звільнення з UFC Робертс зустрівся з Дарреном Смітом молодшим за вакантний титул чемпіона LXF у напівсередній вазі на Lights Out Xtreme Fighting 7, 10 грудня 2021 року. Він завоював титул нокаутом на першій хвилині.
Робертс зустрівся з Александре де Алмейдою 20 травня 2022 року в Eagle FC 47. Під час зважування Олександре де Алмейда важив 158,4 фунтів і був оштрафований на відсоток свого гаманця, і бій відбувся у вазі. Він виграв бій одноголосним рішенням суддів.

### The Ultimate Fighter 31
У середині березня 2023 року було оголошено, що Робертс братиме участь у тридцять першому сезоні The Ultimate Fighter.
Робертс був обраний до складу команди Чендлера, посів третє місце в загальному заліку. У своєму першому бою в шоу Робертс зустрівся з №2 у рейтингу Нейтом Дженнерманом і виграв бій нокаутом на восьмій секунді першого раунду.

## Особисте життя
Рузвельт має двох дітей.

## Чемпіонати та досягнення
- UFC
  - Виступ ночі(один раз) проти Даррелла Хорчера
- LXF
  - Чемпіон LXF у напівсередній вазі(один раз)

## Статистика у змішаних єдиноборствах
| Професійна кар'єра бійця |            |           |
| Боїв 16                  | Перемог 12 | Поразок 3 |
| Нокаут                   | 4          | 1         |
| Здача                    | 5          | 1         |
| Рішення суддів           | 3          | 1         |
| Не відбулись             | 1          | 1         |